# Gontard Jaster
Gontard Jaster (* 22. Mai 1929 in Schneidemühl, Provinz Grenzmark Posen-Westpreußen; † 28. Januar 2018) war ein deutscher Wirtschaftswissenschaftler mit Schwerpunkt Marketing.
Jaster studierte Wirtschaftswissenschaften (Dipl. Kfm., Dipl. Hdl.) und wurde 1963 an der Freien Universität Berlin mit der Arbeit Sortiment und Sortimentspolitik im Einzelhandel promoviert. Er war Professor für Marketing an der Fachhochschule München. 
Jaster war langjähriges ehrenamtliches Vorstandsmitglied, später Mitglied im Kuratorium Forum Deutscher Katholiken.
Er war seit 1949 Mitglied der katholischen Studentenverbindung KDStV Borusso-Saxonia Berlin im CV.
Er engagierte sich bis zu seinem Verzicht 1989 als Vorsitzender der Münchner Arbeitsgruppe in der Internationalen Gesellschaft für Menschenrechte.